# جريج ستيمسما
جريج ستيمسما (بالإنجليزية: Greg Stiemsma)‏ مواليد 26 سبتمبر 1985 في راندولف، هو لاعب كرة سلة أمريكي بدأ مسيرته الاحترافية في سنة 2008. يبلغ طوله 6 قدم 11 بوصة (2.1 م).

## فرق لعب لها
- تورك تيليكوم
- بوسطن سيلتكس
- مينيسيوتا تيمبر وولفز
- نيو أورلينز بيليكانز
- تورونتو رابتورز

## إحصائيات المسيرة

### الموسم الاعتيادي
| السنة   | الفريق                | لعب | بدأ | دقيقة | ميداني% | ثلاثية | حرة  | ارتداد | صنع | استلاب | تصدي | نقطة |
| ------- | --------------------- | --- | --- | ----- | ------- | ------ | ---- | ------ | --- | ------ | ---- | ---- |
| 2011–12 | بوسطن سيلتكس          | 55  | 3   | 13.9  | .545    | .000   | .707 | 3.2    | .5  | .7     | 1.5  | 2.9  |
| 2012–13 | مينيسيوتا تيمبر وولفز | 76  | 19  | 15.9  | .457    | .000   | .768 | 3.4    | .4  | .6     | 1.2  | 4.0  |
| 2013–14 | نيو أورلينز بيليكانز  | 55  | 20  | 18.3  | .574    | .000   | .594 | 4.1    | .7  | .6     | 1.0  | 2.9  |
| 2014–15 | تورونتو رابتورز       | 17  | 0   | 3.9   | .750    | .000   | .500 | .9     | .2  | .1     | .0   | .8   |
| المسيرة |                       | 203 | 42  | 15.0  | .509    | .000   | .705 | 3.3    | .5  | .6     | 1.1  | 3.2  |

### التصفيات
| السنة   | الفريق       | لعب | بدأ | دقيقة | ميداني% | ثلاثية | حرة  | ارتداد | صنع | استلاب | تصدي | نقطة |
| ------- | ------------ | --- | --- | ----- | ------- | ------ | ---- | ------ | --- | ------ | ---- | ---- |
| 2012    | بوسطن سيلتكس | 19  | 0   | 7.5   | .667    | .000   | .667 | 2.2    | .3  | .2     | .6   | 1.5  |
| المسيرة |              | 19  | 0   | 7.5   | .667    | .000   | .667 | 2.2    | .3  | .2     | .6   | 1.5  |

## روابط خارجية
- جريج ستيمسما على موقع إن بي أي (الإنجليزية)
- جريج ستيمسما على موقع سبورتس رفرنس (الإنجليزية)
- جريج ستيمسما على موقع كرة السلة الأوروبية.كوم (الإنجليزية)
- جريج ستيمسما على موقع كلية كرة السلة في سبورتس رفرنس.كوم (الإنجليزية)
- جريج ستيمسما على موقع ريلجم (الإنجليزية)
- جريج ستيمسما على موقع بروبوليرز (الإنجليزية)
- جريج ستيمسما على موقع سبورتس رفرنس (الإنجليزية)